# De Weyert
Windmolen De Weyert is een achtkante stellingmolen in Makkinga uit 1868. De molen heeft als functie korenmolen.
Deze molen werd oorspronkelijk gebouwd in Gorredijk en was in gebruik als houtzaagmolen. In 1912 werd de molen verplaatst naar buurtschap Twijtel. De molen werd in 1912 voor 400 gulden gekocht door Wijert Zeephat omdat de vorige molen was afgebrand. Deze molen, een beltmolen werd in 1905 gekocht en was voorheen een poldermolen in een polder bij Oosterwolde. Deze molen brandde in 1912 af door blikseminslag. In 1925 werd de molen opnieuw verplaatst naar Makkinga. Deze locatie was veel gunstiger, want de molen lag daardoor aan een kanaal, dat inmiddels is drooggemaakt, en aan een tramlijn.  In 1984 vond er een restauratie plaats, evenals in 2006. De wieken van de maalvaardige molen zijn voorzien van een zelfzwichtingsysteem (kleppen in plaats van zeilen).
De molen wordt beheerd door Stichting korenmolen De Weyert. De gemeente is Ooststellingwerf.